# زعفران علیا
الگو:زعفران علیا
زعفران علیا، روستایی از توابع بخش حمیل شهرستان اسلام‌آباد غرب در استان کرمانشاه ایران است.

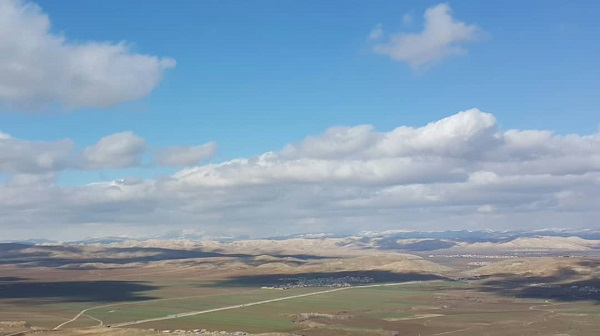
زعفران علیا

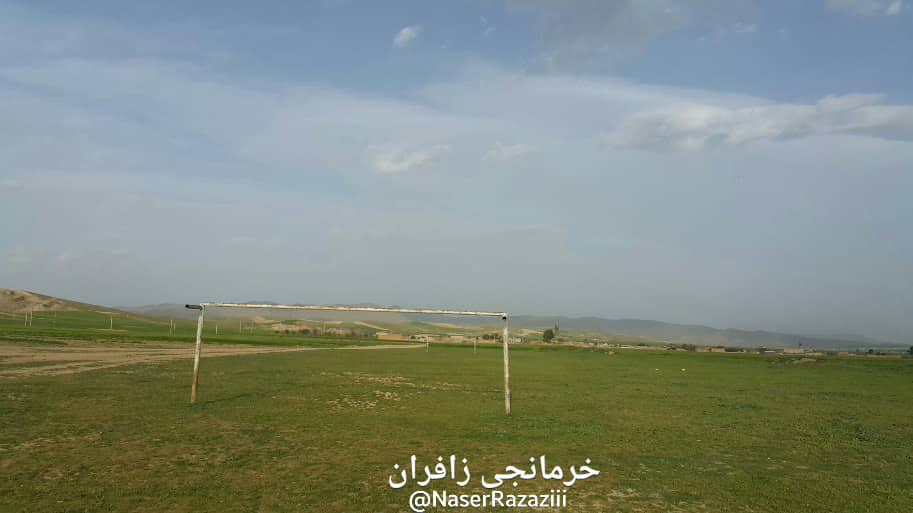
خرمانجی زافران

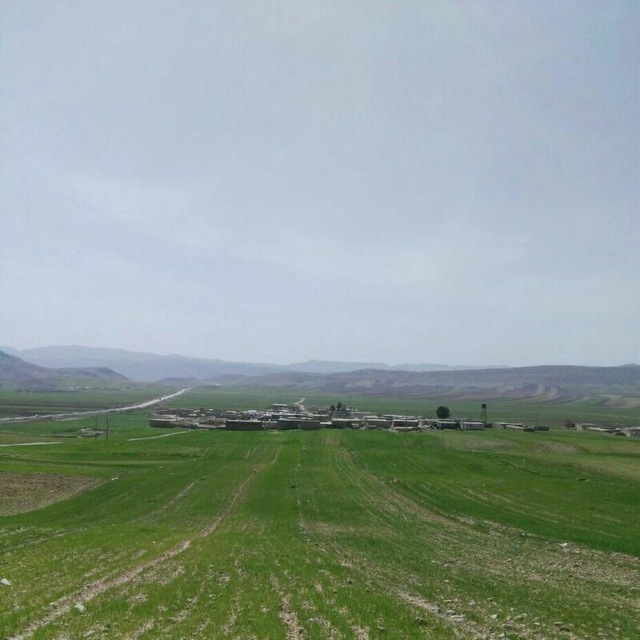
زعفران علیا بهار

## معرفی
زعفران علیا، روستایی از توابع بخش حمیل شهرستان اسلام‌آباد غرب در استان کرمانشاه ایران است .بزرگترین روستای دهستان منصوری با آب و هوای معتدل مدیترانه ای .روستایی زیبا که از شرق با روستای خمارتاج از غرب با روستاهای چشمه سنگی و سربه کوه از جنوب با روستاهای زعفران سفلی و قلاجی و از شمال با گراوند همسایه است.زبان مردم روستا کوردی کلهوری می‌باشد و فرهنگ بومی این روستا از فرهنگ ناب کلهوری که مختص ایل بزرگ کلهر است نشآت گرفته‌است. روستا از چندین تیره و خانواده مختلف تشکیل شده که سالیان سال است در صلح و صفا با هم زندگی میکنند.روستایی با جمعیت تحصیلکرده قابل توجه که اکثریت ساکنین آن به دلایل مختلف ازجمله فقر اقتصادی منطقه و کمبود فضاهای آموزشی مناسب به شهرهای دیگر از جمله اسلام آباد غرب،کرمانشاه ،تهران،ایلام،شباب،سرابله و سایر شهرها و حتی کشورهای خارجی مهاجرت کرده‌اند.جمعیت فعلی ساکن در روستا بیشتر به دامداری و کشاورزی مشغول هستند و درصد زیادی از جمعیت روستا (مقیم و غیر مقیم)از سالهای دور تا به امروز به واسطه پیمانکاران بومی در پروژه های عمرانی مختلف در سراسر ایران مشغول بکار بوده و هستند که در این رابطه میتوان به چهره شناخته شده این عرصه استاد حاج علیمراد سپهر معروف به «اسا علیمرای»  اشاره کرد .در روزگاری نه چندان دور(تا حدود بیست سال قبل)حاشیه روستای زعفران که اکنون جاده حمیل به ایلام قرار دارد از باغ‌های سرسبز و انبوه پوشیده بود که با وجود رودخانه چهارفصل، جوی‌های محلی پرآب و پل‌های چوبی و جاده‌های روستایی پوشیده از چمن نمای زیبا و چشم‌نوازی به این محل داده بود که متأسفانه به مرور این باغات از بین رفته و تبدیل به زمین کشاورزی و همچنین جاده سرد و بی روح شده‌است. در سال‌های گذشته با شروع سال نو مسابقات چند جانبه فوتبال ،بزرگداشت شهدای گرانقدر روستا گاهاً تا ۱۲ تیم بین روستاهای اطراف با شور و هیجان وصف ناپذیر در زمین چمن این روستا معروف به خرمانجی برگزار میشد که چندین قهرمانی هم توسط جوانان روستا بدست آمده است که البته امروزه فقط خاطرات این مسابقات نقل محافل است.

## جمعیت
این روستا در دهستان منصوری قرار دارد و براساس سرشماری مرکز آمار ایران در سال ۱۳۸۵، جمعیت آن ۶۳۴ نفر (۱۴۷خانوار) بوده‌است. البته به علت مهاجرت بیشتر اهالی به شهر سالانه از جمعیت مقیم روستا کم میشود چنانچه در آمار سال ۱۳۹۵ آمار جمعیت مقیم به کمتر از ۴۰۰ نفر رسید.روستای زعفران علیاء دارای یک چشمه بنام چشمه ماهی هست که سند مالکیت آن به اسم روستای زعفران علیاء ثبت شده است و با حفر چاههای عمیق و نیمه عمیق در نزدیکی سراب چشمه ماهی در روستای گاوروانی بعلت عدم رعایت فاصله قانونی آب چشمه ماهی که صدها زمینهای کشاورزی بیش از ۲۰۰ خانوار تحت پوشش دارد و زمینهای روستای گراوند و زعفران سفلی را هم تحت آبیاری قرار میداد بخاطر چاههای عمیق چند خانواده روستای گاوروانی خشک شده و از عدل و قانون و انصاف بدور است

## امکانات
خانه بهداشت : یک واحد خانه بهداشت (بازسازی سال ۱۳۹۴)
بهورز : یک نفر
طرح هادی : طرح هادی در روستا انجام شده ولی کامل نیست.
مسجد : مسجد با نام مبارک صاحب الزمان(عج) در روستا موجود می‌باشد که در اواخر دهه ۸۰ به همت مردم  نوسازی شده است..
مراکز آموزشی و فرهنگی
از قدیم الایام دانش آموزان روستاهای اطراف (تمام روستاهای دهستان منصوری بعلاوه خمارتاج ،گراوند و باریکه نظام)برای تحصیل تا پایان دوره راهنمایی به تنها مدرسه راهنمایی موجود در منطقه واقع در زعفران مراجعه میکردند.ولی اکنون فقط دبستان (شهید جهانگیر صفایی) به صورت مختلط در روستا موجود می‌باشد و مدرسه راهنمایی هم منحل شده است.
بجز مدرسه هیچ مرکز فرهنگی دیگری در روستا موجود نمی باشد.
لوله کشی گاز : از سال ۱۳۹۶ به بعد عملیات گازکشی در روستا آغاز شده و هم اکنون روستا از گاز رسانی برخوردار است.
لوله کشی آب : در پی خشکسالی های دهه ۸۰ و پایین رفتن سطح آب و در نهایت خشک شدن چاهها در نیمه دوم دهه ۸۰ لوله کشی آب به روستا انجام شد.آب روستا از چاههای حفر شده در منطقه هرسم تامین و توسط لوله به روستای زعفران انتقال داده می شود.
برق رسانی  : از اوایل دهه ۶۰ برق رسانی به روستا انجام گرفت
راه ها : جاده آسفالته (جاده اصلی ایلام به حمیل-کرمانشاه) که از کنار روستا عبور میکند.جاده روستایی (شوسه) که در قسمت جنوبی قرار دارد و روستا را به چشمه سنگی در شرق و سپس جاده آسفالته روستایی برف آباد متصل می کند.
شرکت تعاونی : یک واحد (غیرفعال)
نانوایی : یک باب نانوایی ماشینی 
سوپرمارکت و فروشگاه : ۳ باب سوپر مارکت 
جوشکاری و تعمیرگاه : یک باب 
مخابرات و اینترنت : به لطف نصب دکل مخابراتی در محل امامزاده حسن ،روستا از پوشش مخابراتی و طبعا اینترنت با سرعتی مناسب(نسل چهارم 4G) برخوردار می باشد.  
روستا دارای خطوط تلفن ثابت می باشد.  
امکانات ورزشی : متاسفانه هیچ گونه امکانات ورزشی در روستا موجود نمیباشد

## کشاورزی
در سال‌های اخیر و در پی خشکسالی‌ها ،حفر چاه‌های بیشمار باعث پائین رفتن سطح آب و از بین رفتن پوشش گیاهی و خشک شدن منبع اصلی تامین آب جهت آبیاری زمینهای آبی زعفران(چشمه ماهی) معروف به سراب گاوروانی شد که باعث تبدیل زمینهای حاصلخیز آبی معروف به چشمه ماهی به زمین دیم شد. که البته به لطف بارشهای خوب سال۱۳۹۷ به بعد سراب گاوروانی دوباره فعال شده که شوربختانه به علت عدم استفاده چندین ساله و عدم توجه به کانال ،انتقال آب بە درستی انجام نمیشود و در نقاط مختلف احتیاج به بازسازی می باشد که به همین دلیل در هنگام نگارش این متن ( سال ۱۳۹۹ ) هنوز آب به پایین دست انتقال داده نشده است. 
زمینهای دیم روستا به دو بخش اصلی شمالی (خوره تاو) و جنوبی (نسار) که هر کدام به بخشهای مختلف دیگر که مربوط به خانواده ها و تیره های مختلف هست تقسیم شده که در اصلاح محلی  بنه نام دارد . مثال :بنه سید 
زمینهای آبی روستا به دو قسمت اصلی چشمه ماهی (کیەنێ ماسێ)و کله جو(کۇلە جوو) که هرکدام به دو سهم مختلف جهت تناوب محصول تقسیم می شوند.آب زمینهای چشمه ماهی از سراب گاوروانی و زمینهای کله جوب از کانالی که از بند (سد سرریز)رودخانه منشعب شده تامین می شود. 
محصولات اصلی :گندم دیم ،گندم آبی ، نخود دیم ، چغندر قند 
محصولات دیگر : جو ، یونجه ،عدس ،ذرت و...